# Sak K’uk
Sak K’uk znana też jako Muwaan Mat (ur. ?, zm. 640) – majańska królowa miasta Palenque i następczyni Ajen Yohl Mat. Panowała w latach 612-615 i była drugą kobietą zasiadającą na tronie Palenque.
Po śmierci Ajen Yohl Mata nastąpił kryzys dynastyczny, ponieważ władca nie pozostawił potomków, a Janaab Pakal – przypuszczalnie jego brat lub mąż królowej Yohl Ik’nal zmarł kilka miesięcy wcześniej. W tej sytuacji władzę objęła jego córka Sak K’uk’, która wstąpiła na tron 19 października 612 roku.
Inskrypcje podają, że 9 maja 613 roku nastąpił koniec k’atuna 9.9.0.0.0 (jednego z okresów w kalendarzu Majów), który był zawsze uroczyście celebrowany przez władców, ale w tym czasie nie odbyły się żadne rytuały ku czci bóstw. Zamiast tego tekst podaje niejasną wzmiankę o utraconej boskiej pani i utraconym panie. Być może odnosi się ona do braku władcy, bez którego rytuały nie mogły się odbyć.
Po trzech latach rządów Sak K’uk przekazała władzę swojemu synowi Pakalowi, który miał wówczas dwanaście lat. Wydarzenie to upamiętniono na tzw. owalnej tablicy pałacowej, na której królowa przekazuje synowi nakrycie głowy, będące atrybutem władzy. Po tym czasie prawdopodobnie to ona nadal w dużej mierze sprawowała władzę, gdyż niewiele jest wzmianek z wczesnego okresu rządów Pakala.
Zmarła w 640 roku. Natomiast w 643 roku umarł jej mąż i ojciec Pakala – K’an Mo’ Hix.

## Muwaan Mat
W tekstach glificznych imię Sak K’uk było zapisywane jako Muwaan Mat. Identyczne imię nosił mitologiczny stwórca trójki boskich patronów Palenque, który miał się narodzić w 3121 roku p.n.e. czyli siedem lat przed „datą zero” według długiej rachuby. Długo sądzono, że Muwaan Mat to kobieta, więc pojawiły się wyjaśnienia, że po załamaniu się linii dynastycznej ogłoszono iż na tron powróciła ona w osobie Sak K’uk. To legalizowałoby prawo do tronu jej synowi Pakalowi, a tym samym rozwiązywało problem dalszej sukcesji. Teorię tę obalił jednak majanista David Stuart, który po dokładnym zbadani tekstów stwierdził, że mityczny Muwaan Mat był mężczyzną. Inne wyjaśnienie mówi, że imienia Muwaan Mat używano w stosunku do władcy, którego tożsamość chciano z jakichś powodów ukryć lub zapomnieć. Po militarnej klęsce i spustoszeniu w 611 roku miasta przez Kaan, tron mógł objąć marionetkowy władca, który nie przynosił zaszczytów miastu.